# USS Enterprise (NCC-1701-D)
La USS Enterprise NCC-1701-D è un'astronave immaginaria appartenente all'universo di Star Trek. È la sesta astronave a curvatura della Flotta Stellare a portare questo nome (la settima considerando anche che l'USS Enterprise (NCC-1701) subì un pesante restyling a metà del suo servizio), apparsa nella serie televisiva Star Trek: The Next Generation, nella serie Star Trek: Deep Space Nine e nel film Generazioni. L'Enterprise D è un'astronave di Classe Galaxy entrata in servizio nella seconda parte del XXIV secolo.

## Storia

### Servizio
Entrata in servizio nel 2363, l'Enterprise (o Enterprise D, per distinguerla dalle altre astronavi con lo stesso nome) è la nave ammiraglia della Flotta Stellare fino alla sua distruzione avvenuta nel 2371. Durante le missioni operative viene comandata principalmente dal capitano Jean-Luc Picard, con alcuni periodi di comando del comandante William T. Riker e un breve periodo sotto il comando del capitano Edward Jellico.
Questa nave è la terza ad appartenere alla Classe Galaxy, le precedenti sono l'astronave prototipo USS Galaxy e la nave gemella, la USS Yamato. La nave viene commissionata il 4 ottobre 2363 e venne costruita dal Cantiere navale di Utopia Planitia su Marte. È una delle più importanti e più famose astronavi del XXIV secolo e sotto il comando del Capitano Picard si è distinta innumerevoli volte nella storia Federale. L'equipaggio della nave incontra molte specie aliene, tra le quali i Borg, i Q e i Ferengi. L'equipaggio deve affrontare molte situazioni diplomatiche complicate come bloccare i rifornimenti inviati dai Romulani alle sorelle Duras durante la crisi dell'impero Klingon nella loro guerra civile o prevenendo la guerra con i Cardassiani durante la crisi  della Nebulosa C5 McAllister. Inoltre affronta diverse tensioni locali nei quadrante Alfa e Beta, migliorando la stabilità dei quadranti e quindi della Federazione. L'Enterprise svolge un ruolo cruciale durante l'invasione dei Borg del 2366 dopo la disastrosa Battaglia di Wolf 359.

### Distruzione
Nel 2371, come visibile nel film Generazioni, le sorelle Duras danneggiarono gravemente l'Enterprise D, avendo scoperto la modulazione degli scudi della nave. L'Enterprise D comunque riuscì a danneggiare il vascello delle sorelle Duras e a distruggerlo, ma i danni alla nave erano talmente gravi da provocare la rottura del nucleo a curvatura. Per salvare l'equipaggio fu ordinata la separazione della sezione a disco, ma l'onda d'urto dovuta all'esplosione del nucleo a curvatura spinse la sezione a disco nell'atmosfera del pianeta Veridiano III. I danni riportati resero inevitabile un atterraggio di emergenza della sezione a disco che rese la nave non riparabile.

### Ricostruzione
Nel 2401, il commodoro La Forge rivelò che la sezione a disco fu recuperata dal pianeta Veridiano III per non violare la prima direttiva, e di aver utilizzato la sezione motori di un'altra nave di Classe Galaxy, la USS Syracuse, per ricostruire l'Enterprise D. L'astronave viene quindi utilizzata dall'ex equipaggio di plancia della stessa, per affrontare la minaccia dei Borg, che hanno assimilato tutti i membri sotto i 25 anni della Flotta Stellare, grazie a una tecnologia genetica inserita dai Cambianti nel teletrasporto di tutta la flotta.

### Futuro alternativo
In un futuro alternativo, visibile nell'episodio finale di Star Trek: The Next Generation, l'Enterprise D nel 2395 è ancora operativa ed è comandata dall'ammiraglio William T. Riker che ha fatto ammodernare l'astronave aggiungendovi nuove armi, nuovi motori, una nuova gondola di curvatura e un dispositivo di occultamento. Questa linea del tempo alternativa era stata creata da Q per Picard e quindi non viene ritenuto un futuro probabile.

## Equipaggio
- Ufficiale comandante:
  - Capitano Jean-Luc Picard (2364-2371)
  - Capitano William T. Riker (incarico temporaneo nel 2366-2367)
  - Capitano Edward Jellico (incarico temporaneo nel 2369)
- Primo ufficiale/ufficiale esecutivo:
  - Comandante William T. Riker (2364-2371)
  - Tenente Comandante Shelby (incarico temporaneo nel 2366-2367)
  - Tenente Comandante Data (incarico temporaneo nel 2369)
- Ufficiale alle operazioni e ufficiale scientifico:
  - Tenente Comandante Data (2364-2371)
  - Tenente Worf (incarico temporaneo nel 2366)
- Ingegnere capo:
  - Tenente Comandante Sarah MacDougal (2364)
  - Tenente Comandante Argyle (2364)
  - Tenente Logan (2364)
  - Tenente Comandante Leland T. Lynch (2364)
  - Tenente/Tenente Comandante Geordi La Forge (2365-2371)
- Ufficiale tattico e capo della sicurezza:
  - Tenente Tasha Yar (fino al 2364)
  - Tenente Worf (2364-2371)
- Ufficiale medico capo:
  - Comandante Beverly Crusher (2364, 2366-2371)
  - Comandante Katherine Pulaski (2365)
- Consigliere:
  - Tenente Comandante/Comandante Deanna Troi (2364-2371)
- Controllore di volo:
  - Capo Miles O'Brien (2364)
  - Tenente Junior Geordi La Forge (2364)
  - Guardiamarina Wesley Crusher (2364-2367)
  - Guardiamarina Ro Laren (2368-69)
  - Guardiamarina Sariel Rager
  - Guardiamarina Gates
  - Guardiamarina McKnight
- Capo trasportatori:
  - Capo Miles O'Brien (2364-2369, riassegnato a Deep Space Nine)